# Campionati europei di ciclismo su pista 2025 - Corsa a eliminazione femminile
La gara della eliminazione femminile ai Campionati europei di ciclismo su pista 2025 si svolse il 13 febbraio 2025 presso il Omnisport Heusden-Zolder di Heusden-Zolder, in Belgio.

## Risultati
L'ultimo ad ogni giro viene eliminato.
| Pos | Nome               | Nazione                       |
| --- | ------------------ | ----------------------------- |
| 1   | Lara Gillespie     | Irlanda                       |
| 2   | Hélène Hesters     | Belgio                        |
| 3   | Lisa van Belle     | Paesi Bassi                   |
| 4   | Lorena Leu         | Svizzera                      |
| 5   | Anita Stenberg     | Norvegia                      |
| 6   | Anita Baima        | Italia                        |
| 7   | Clémence Chereau   | Francia                       |
| 8   | Lea Lin Teutenberg | Germania                      |
| 9   | Neah Evans         | Gran Bretagna                 |
| 10  | Maja Tracka        | Polonia                       |
| 11  | Anna Hansen        | Danimarca                     |
| 12  | Barbora Němcová    | Rep. Ceca                     |
| 13  | Maria Martins      | Portogallo                    |
| 14  | Alžbeta Bačíková   | Slovacchia                    |
| 15  | Eva Anguela        | Spagna                        |
| 16  | Akvilė Gedraitytė  | Lituania                      |
| 17  | Tetiana Yashchenko | Ucraina                       |
| 18  | Valeria Valgonen   | Atleti Individuali Neutrali 2 |
| 19  | Karalina Biryuk    | Atleti Individuali Neutrali 1 |
| 20  | Marija Pavlović    | Serbia                        |